# Fotbal feminin
Fotbal feminin, cunoscut mai frecvent sub denumirea de fotbal feminin sau fotbal feminin, este sportul de echipă al fotbalului asociativ jucat de femei. Se joacă la nivel profesionist în mai multe țări și 187 de echipe naționale participă la la nivel internațional. Aceleași reguli, cunoscute sub numele de regulile jocului, sunt folosite atât pentru fotbalul feminin, cât și pentru cel masculin.
După ce „prima epocă de aur” a fotbalului feminin a avut loc în Regatul Unit în anii 1920, cu un meci atrăgând peste 50.000 de spectatori, Asociația de Fotbal a instituit o interdicție din 1921 până în 1970 în Anglia care a interzis fotbalul feminin pe terenurile folosite de cluburile sale membre. În multe alte națiuni, fotbaliștii s-au confruntat cu un tratament ostil similar și cu interdicții din partea organizațiilor dominate de bărbați.
În anii 1970, turneele internaționale de fotbal feminin erau extrem de populare, și a fost fondat cel mai vechi campionat continental care a supraviețuit, AFC Women's Asian Cup. Cu toate acestea, o femeie nu a vorbit la Congresul FIFA până în 1986 (Ellen Wille). Cupa Mondială a Femeilor FIFA a avut loc pentru prima dată în China în 1991 și de atunci a devenit un eveniment major de televiziune în multe țări.

## Istorie

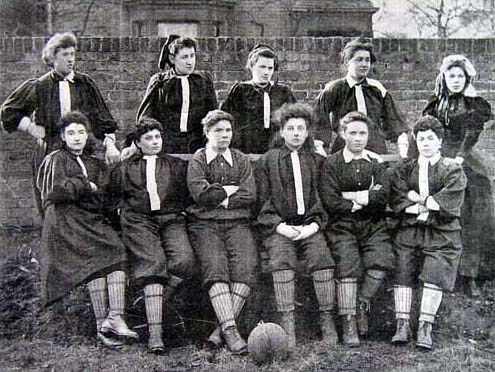
"North" team of the British Ladies' Football Club, 1895

Este posibil ca femeile să fi jucat fotbal de când a existat jocul. Dovezile arată că un joc similar (cuju, cunoscut și sub numele de tsu chu) a fost jucat de femei în timpul dinastiei Han (25–220 d.Hr.), așa cum sunt figurile feminine. înfățișat în frescele epocii jucând „tsu chu”.
Meciurile anuale jucate în Midlothian, Scoția sunt raportate încă din anii 1790. În 1863, organele de conducere ale fotbalului au introdus reguli standardizate pentru a interzice violența pe teren, făcând mai acceptabil din punct de vedere social pentru femei să joace.
Primul meci cu caracter internațional a avut loc în 1881 la Hibernian Park din Edinburgh, parte dintr-un turneu al echipelor din Scoția și Anglia. Scottish Football Association a înregistrat un meci feminin în 1892.
British Ladies' Football Club a fost fondat de activista Nettie Honeyball în Anglia în 1894. Honeyball și cei ca ea au deschis calea pentru fotbalul feminin. Cu toate acestea, jocul feminin a fost descurajat de asociațiile britanice de fotbal și a continuat fără sprijinul lor. S-a sugerat că acest lucru a fost motivat de o amenințare percepută la adresa „masculinității” jocului.

### Cupa Muniționatelor
În august 1917, a fost lansat un turneu pentru echipele de muncitori feminini în nord-estul Angliei. Intitulată oficial „Tyne Wear & Tees Alfred Wood Munition Girls Cup”, era cunoscută și sub numele de „The Munitionettes’ Cup”. Primele câștigătoare ale trofeului au fost Blyth Spartans, care le-au învins pe Bolckow Vaughan cu 5–0 într-o finală reluată la Middlesbrough pe 18 mai 1918 în fața unei mulțimi de 22.000 de oameni. Turneul a avut loc pentru al doilea an în sezonul 1918–19, câștigătoarele fiind doamnele șantierului naval al lui Palmer din Jarrow, care i-au învins pe Christopher Brown din Hartlepool cu 1–0 la St James' Park în Newcastle la 22 martie 1919.

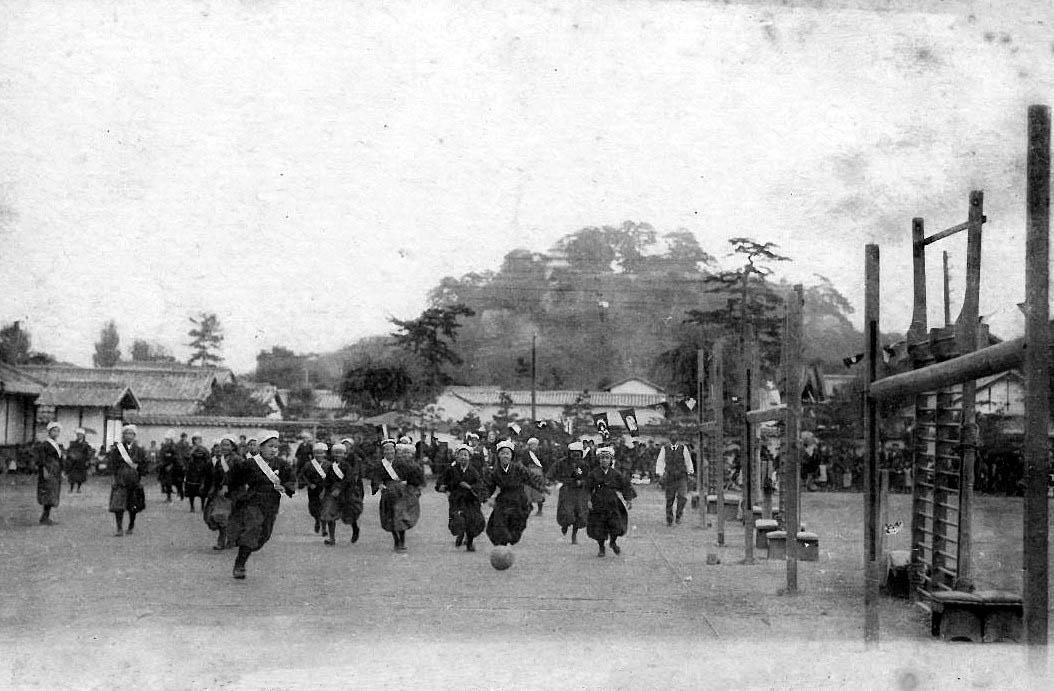
Fete japoneze de liceu jucând fotbal în hakama lor tradițională, cu o echipă purtând eșacuri (c. 1920)

În timpul Primului Război Mondial, angajarea femeilor în industria grea a stimulat creșterea jocului, așa cum făcuse pentru bărbați cu cincizeci de ani mai devreme. O echipă din Anglia a jucat cu o echipă din Irlanda în Boxing Day 1917 în fața unei mulțimi de 20.000 de spectatori. Partea irlandeză a acestui meci a fost dramatizată în piesa „Rough Girls” în 2021. Dick, Kerr Ladies F.C. din Preston, Anglia a jucat într-unul dintre primele meciuri internaționale feminine împotriva unei echipe franceze XI în 1920, și, de asemenea, a alcătuit cea mai mare parte a echipei Angliei împotriva unei Doamnelor scoțiene XI în același an, câștigând cu 22–0.

### Interdicția FA (1921–1970)

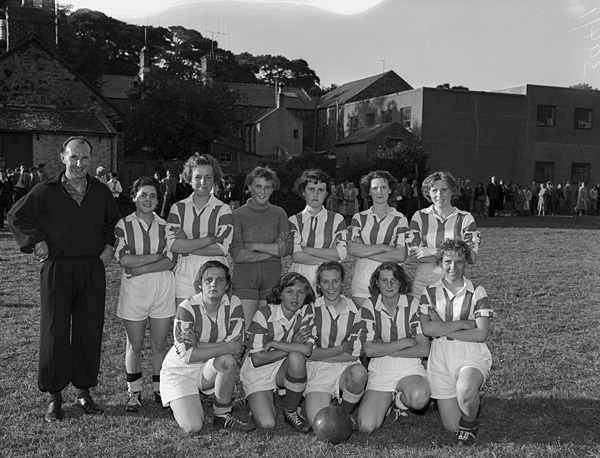
O echipă de fotbal feminin galez pozează pentru o fotografie în 1959

În ciuda faptului că a fost mai popular decât unele evenimente de fotbal masculin (un meci a avut o mulțime de 53.000 de spectatori), fotbalul feminin din Anglia a fost oprit în decembrie 1921, când Asociația de Fotbal a interzis jocul pe terenurile membrilor asociației, FA declarând că „jocul de fotbal este destul de nepotrivit pentru femei și nu ar trebui încurajat."
Jucătorii și scriitorii de fotbal au susținut că această interdicție s-a datorat invidiei față de mulțimile mari pe care le-au atras meciurile feminine, și pentru că FA nu avea control asupra banilor obținuți din jocul feminin. Dick, jucătoarea Kerr Ladies, Alice Barlow, a spus: „Am putut doar să punem asta pe seama geloziei. Eram mai populari decât bărbații și porțile noastre mai mari erau pentru caritate”.
În ciuda interdicției, unele echipe feminine au continuat să joace. Northern Rugby Union nu a respectat interdicția FA, așa că, de scurtă durată, English Ladies Football Association (1921–1922) a jucat unele dintre meciurile sale pe terenurile rugby.
În alte țări, fotbalul feminin a fost slăbit și mai mult de interdicțiile la nivel național, care adesea semănau cu măsurile FA engleză. Asociația Germană de Fotbal a interzis fotbalul feminin din 1955 până în 1970. Fotbalul feminin a fost interzis și în Franța din 1941 până în 1970. În Brazilia, regimul Vargas și dictatura militară au interzis legal femeilor și fetelor să joace fotbal din 1941 până în 1979.

### „Reînvierea” fotbalului feminin

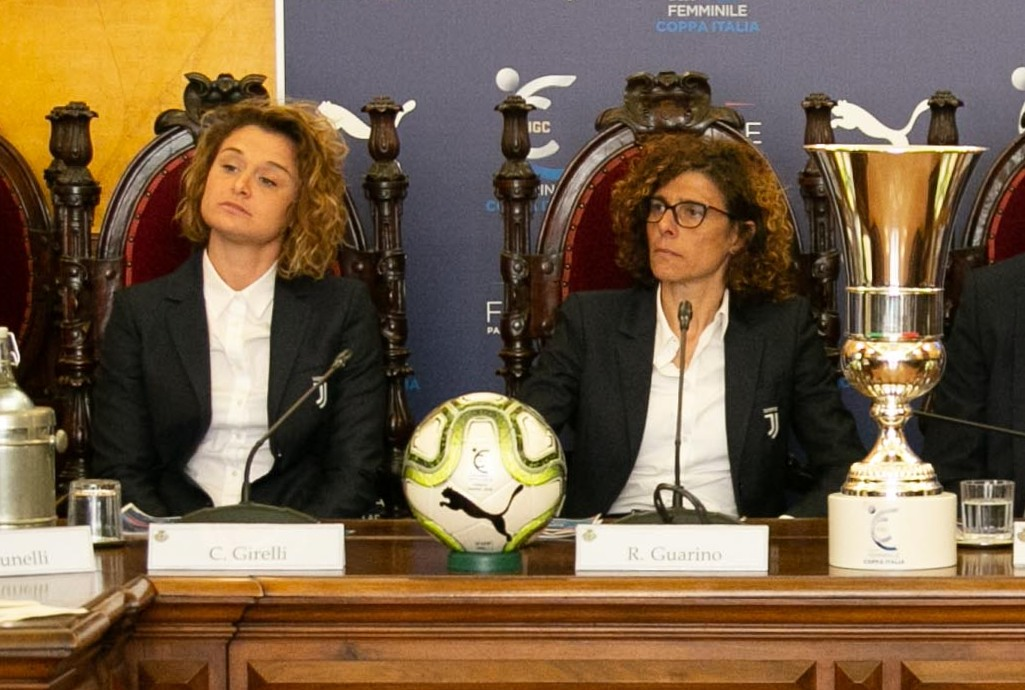
Atacantul Cristiana Girelli și antrenorul Rita Guarino de la Juventus în 2019. Juventus este unul dintre cele mai cunoscute și de succes cluburi de fotbal din Italia.

Interdicția din Anglia a fost menținută de FA timp de aproape cincizeci de ani, până în ianuarie 1970. Anul următor, UEFA a recomandat ca federațiile naționale din fiecare țară să gestioneze jocul feminin. In 2002, Lily Parr of Dick Kerr's Ladies was the first woman to be inducted into the National Football Museum Hall of Fame. She was later honoured with a statue in front of the museum. It was not until 2008 (87 years later), that the FA issued an apology for banning women from the game of football.
În anii 1970, Italia a devenit prima țară care a avut jucători profesioniști de fotbal feminin cu jumătate de normă. Italia a fost și prima țară care a importat fotbaliști străini din alte țări europene, ceea ce a ridicat profilul ligii. Jucătorii din acea epocă au inclus Susanne Augustesen (Danemarca), Rose Reilly și Edna Neillis (Scoția), Anne O'Brien (Irlanda). ) și Concepcion Sánchez Freire (Spania). Suedia a fost prima care a introdus o ligă națională profesionistă feminină în 1988, Damallsvenskan.

### Campionatul European de Fotbal Feminin

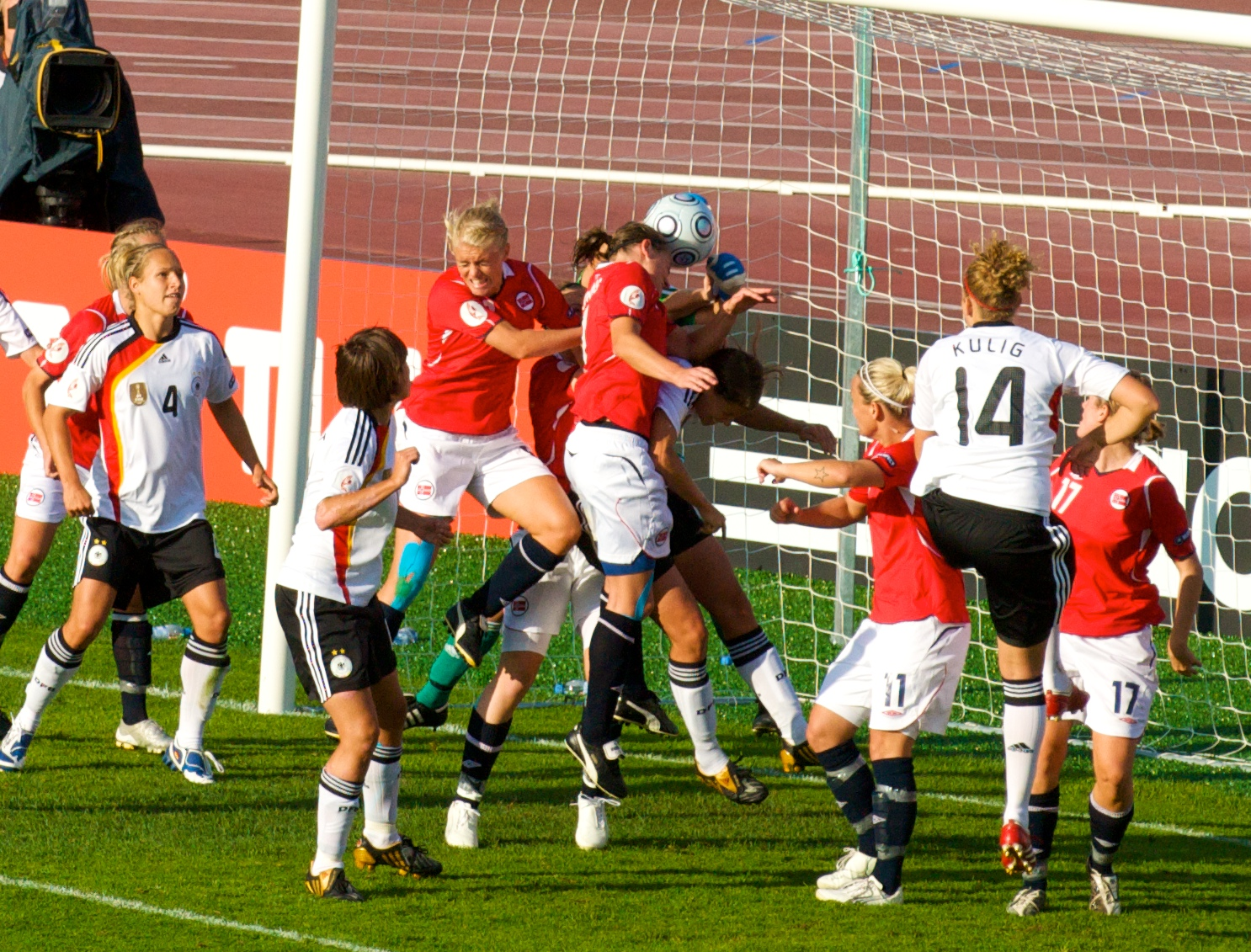
Jucătoare care se luptă pentru minge în timpul meciului dintre Germania și Norvegia la UEFA Women's Euro 2009 de la Tampere, Finlanda.

Turneele europene feminine cu echipe naționale au avut loc în Italia în 1969 și în 1979 ca Competiție Europeană pentru Fotbal Feminin. Nu au fost recunoscute ca „oficiale” de UEFA, care s-a opus fotbalului feminin până în anii 1970. Campionatul UEFA a început în 1984 sub numele de Competiția Europeană pentru Echipe Reprezentative de Femei. Acum, este denumită în mod obișnuit UEFA Women’s Euro.
Turneul 1984 a fost câștigat de Suedia. Norvegia a câștigat ediția 1987. Între 1987 și 2013, Campionatul feminin UEFA a fost apoi dominat de Germania, care a câștigat opt titluri, dintre care șase la rând din 1995 până în 2013. Singurele alte echipe care au câștigat , din 2022, sunt Norvegia la 1993, Olanda acasă la 2017 și Anglia acasă la 2022.
UEFA Women's Champions League este o competiție internațională care implică echipele de cluburi feminine de top din țările afiliate organului de conducere european UEFA.

### UEFA Women's Nations League
Liga Feminină a  Națiunilor UEFA este o competiție internațională bienală fotbal feminin disputată de echipe naționale feminine de senioare ale asociațiilor membre ale UEFA, organismul european de conducere al sportului.
Competiția include trei ligi, cu promovare și retrogradare între ele, pe lângă un turneu final pentru a determina campionii. De asemenea, acționează ca parte a procesului de calificare pentru Campionatul feminin UEFA, Cupa Mondială feminină FIFA și Turneul Olimpic de fotbal feminin, în funcție de sezon.

### Women's Finalissima
Finalissima Feminin este o supercupă intercontinentală la fotbal feminin, organizată de CONMEBOL și UEFA și disputată de câștigătorii Copa América Femenina și Campionatul European de Fotbal Feminin. Jucat ca un meci unic la patru ani, primul meci a fost jucat la un an după renașterea competiția masculină în 2022, în urma semnării unui memorandum de înțelegere între CONMEBOL și UEFA.

### UEFA Women's Champions League

Liga Campionilor UEFA (feminin)

„Liga Campionilor UEFA (feminin)”, numită anterior „Cupa UEFA Feminin” (2001–2009), este o competiție europeană de fotbal feminin. Acesta implică echipele de top de club din țările afiliate organului de conducere european UEFA.
Competiția a fost jucată pentru prima dată în 2001–02 sub denumirea de „Cupa UEFA Femei” și a fost redenumită Liga Campionilor pentru ediția 2009–10. Cele mai semnificative schimbări din 2009 au fost includerea pe locul secund din primele opt națiuni clasate, o finală unică, spre deosebire de finalele cu două etape din anii precedenți și – până în 2018  – jucând finala în același oraș cu finala masculină a UEFA Champions League. În sezonul 2021–22, competiția propriu-zisă a inclus o fază a grupelor pentru prima dată în epoca Ligii Campionilor feminine.
Lyon este cel mai de succes club din istoria competiției, câștigând titlul de opt ori, inclusiv cinci titluri consecutive din 2016 până în 2020. Barcelona sunt actualii campioni, după ce au învins Lyon în finala 2024.
Ideea creării a două noi Cupe Europene feminine este ridicată în mod regulat pentru a oferi mai multe meciuri.

### Alte variante ale jocului
- Fotbal de sală⁠(en)[traduceți]
- Fotbal de stradă⁠(en)[traduceți]
- Fotbal pe plajă
- Futsal
- Jorkyball⁠(en)[traduceți]
- Minifotbal
- Padbol⁠(en)[traduceți]
- Teqball

### Altele
- Liga Campionilor UEFA (feminin)
- UEFA
- Federația Internațională de Fotbal FIFA